# Йордан Младенов
Йордан Рангелов Младенов е български политик от БКП.

## Биография
Роден е на 17 декември 1925 г. в пернишкото село Кондофрей. През 1940 година става член на РМС, а от 1946 година и на БРП (к). През 1951 година завършва в Прага радиотехника и до 1962 година работи последователно като работник, главен инженер и директор в слаботоковия завод „Ворошилов“ в град София. Йордан Младенов е отговорен конструктор на първия български телевизор „Опера“. Между 1963 и 1968 г. е директор на Научноизследователския институт по радиолектроника. С указ № 320 от 28 май 1967 г. е обявен за герой на социалистическия труд на България. В периода 1968 – 1973 година е заместник-председател на Комитета за наука, технически прогрес и висше образование. От 1973 до 1978 година е министър на електрониката и електротехниката.
Между 1976 и 1981 година е член на ЦК на БКП. В периода 1978 – 1981 е министър на снабдяването и държавните резерви. През 1982 година е направен съветник в посолство на България в Швейцария. Бил е член на Градския комитет на БКП в София. След 1987 година се пенсионира. Член на Централната контролно-ревизионна комисия на БКП от 25 април 1971 до 2 април 1976 г..